# John Beasley (cyclisme)
Pour les articles homonymes, voir John Beasley et Beasley.
John Beasley né le 13 juillet 1930 à Footscray (Victoria) et mort le 31 janvier 2017 dans la même ville, est un coureur cycliste australien, professionnel de 1951 à 1956. Son père Jack (1890-1961) et ses frères Clinton (1916-1985) et Vin (en) (1935-2002) ont également été coureurs cyclistes.

## Palmarès
- 1950
  - Tour du Gippsland
- 1951
  -  Champion d'Australie sur route
  - Tour de l'Australie de l'Ouest :
    - Classement général
    - 3e étape
- 1952
  - 6e étape de l'Herald Sun Tour
- 1954
  - 1re étape de Sydney-Melbourne
  - 3e étape de l'Herald Sun Tour
  - 2e du Midlands Tour

## Résultats sur les grands tours

### Tour de France
2 participations
- 1952 : hors délais (2e étape)
- 1955 : abandon (3e étape)

### Tour d'Italie
1 participation
- 1952 : abandon